# 広島タクシー運転手連続殺人事件
広島タクシー運転手連続殺人事件（ひろしま タクシーうんてんしゅ れんぞくさつじんじけん）は、1996年（平成8年）4月18日 - 9月14日に広島県内（広島市およびその近郊）で女性4人が相次いで殺害された連続殺人事件。

## 概要
加害者の男H（逮捕当時34歳・タクシー運転手）は深夜に広島市中区の遊廓跡にある歓楽街（流川・新天地・薬研堀）一帯で被害者女性4人を次々と誘い、タクシー車内にてネクタイで被害者を絞殺して遺体を山中に遺棄した。
Hは事件前から多額の借金を抱えて返済に窮しており、借金返済のために最初の殺人（A事件）を起こした（強盗殺人）。犯行が露呈しなかったことから「行方不明になっても誰も不審に思わないような女性を殺害しても、自分が疑われることはない」と確信し、売春・援助交際目的で夜の街を出歩いていた女性をターゲットとした。遊興費を得る目的を含めてさらなる殺人を重ね、次第に殺害行為そのものに快楽を見出すようになっていった（快楽殺人）。
本事件はその凶悪さから広島の繁華街をパニックに陥れ、地元紙『中国新聞』（中国新聞社）が「中国地方でも稀に見る凶悪事件」と表現したほか、作家・丸山佑介は著書『判決から見る猟奇殺人ファイル』（彩図社・2010年）にて「タクシードライバーによる殺人行脚」「『誰もが利用する交通機関』であるタクシーの運転手が突然襲い掛かる恐ろしい事件」と形容した。

## 元死刑囚H
本事件の加害者である男H・H（姓名のイニシャル、以下の文中では姓イニシャル「H」で表記）は1962年（昭和37年）4月17日に宮崎県宮崎市で生まれ、事件当時は34歳・広島市安佐南区沼田町吉山在住のタクシー運転手だった。本事件の刑事裁判で死刑が確定し、2006年（平成18年）12月25日に法務省（法務大臣：長勢甚遠）の死刑執行命令により収監先・広島拘置所にて死刑を執行された（44歳没）。

### 生い立ち
Hは多くの山林を持つ地元有数の資産家で3人兄弟の末っ子（三男）として生まれ、小中学校時代はソフトボール部・野球部で活躍し、中学時代には野球部の主将を務めた。また特に日本史が得意で、1978年（昭和53年）4月に入学した県立高校（県内トップの進学校）では「クラスの上位15番以内に入る成績」を維持しており、高校時代まで地元では「スポーツ万能の優等生」として名を知られていた。一方で両親は子供に甘く、Hは末っ子だったため「小遣いを欲しがるだけもらえるような家庭環境」で育った。
1981年（昭和56年）3月に高校を卒業したHは「教師か公務員になりたい」と大学受験に臨んだが、志望していた筑波大学の推薦入試に加えて第二志望の福岡教育大学にも不合格と立て続けに失敗し、滑り止めのつもりで受けた私立大学の福岡大学法学部にしか合格できなかった。Hは1981年4月に福岡大学へ入学したが、大学受験に失敗して以降は「私立大学ではたとえ教師になっても尊敬されない」と大きな挫折感を味わい、このころからは高校時代までの友人たちと音信不通になり同窓会にも出席しなくなった。また福岡大学でも「俺は筑波大学を推薦で受けたほどの人間だ。お前らとは違う」と同級生を見下しつつ、授業にはほとんど出席せず飲酒・ギャンブルにのめり込んだが、4年生になるとかつて見下していた同級生たちが国家公務員・都道府県職員として就職した一方で自身は留年が確実となり、「このままでは市役所職員にもなれない」と強い挫折感を抱えていた。
福岡大学入学から4年2か月後となる1985年（昭和60年）6月末、Hは授業料滞納を理由に4年生に留年したまま大学を中途退学した。

### 強盗事件で服役
大学中退後、Hは学費を援助していた兄により宮崎市の実家に連れ戻され、宮崎市役所の臨時職員として就職したが、飲酒・女遊びに溺れるなどの荒れた生活は改善せず、オートバイの酒気帯び運転で逮捕された。その後も遊ぶ金欲しさにひったくりを繰り返し、1986年（昭和61年）1月25日には宮崎市内で会社員宅へ侵入し、その妻に包丁を突き付け現金2万円・預金通帳を奪う強盗事件を起こし、同事件で逮捕・起訴されて強盗罪で懲役2年の実刑判決を受けた。この事件により刑務所に服役したHは結婚を望んでいた女性と別れたほか、出所後に故郷・宮崎を離れ、それ以降実家に帰ることはなかった。
出所後の1989年（平成元年）4月には広島県広島市内へ移住して叔父宅に身を寄せ、同月には広島市内のタクシー会社に運転手として就職した。当時、Hは「一からやり直そう」と決心して働いており、1日の売上は平均約45,000円で、勤務時間も他の運転手たちより1日2時間ほど長かった。しかし、大企業のエリート社員を客として乗せて働き続ける毎日のうちに「俺はタクシーの運転手なんかやっている人間ではない。筑波大学に合格できていれば今ごろは国家公務員として地位・名誉を約束された生活を送っていけたはずだ」とコンプレックスを募らせ続けていたほか、当時の月収（手取りで約30万円）の大半を飲酒・女遊びに浪費し、不足分を消費者金融（サラ金）から借金していた。

### 結婚生活とその破綻
1992年（平成4年）初めごろには借金が総額約500万円になっていたが、当時29歳だったHは同年春に叔父の紹介で当時30歳（Hより1歳年上）の女性と結婚した。Hは借金返済で心機一転を図り、1992年7月には安佐南区の新興住宅地で建売住宅を購入し、その住宅ローンを実際の金額より400万円上乗せして組み、妻の貯金100万円と足して合計500万円を作ることで借金を完済した。
また結婚が転機となって生活が徐々に改善していき、1993年（平成5年）4月には長女が誕生して1児の父親になった。Hはこのころ「家も持ったし子供もできた。これで世間も認めてくれる」と希望を持ち始めていたが、長女誕生から2日後には産褥期の妻が突然意味不明な言葉をつぶやき続けたり時折奇声を上げたりなど精神疾患を発症した。そのため、Hは妻を入院させ娘を妻の実家に預けたが、その後は再び遊興に明け暮れて借金を重ねるようになり、1994年（平成6年）末には200万円の借金を抱えたため、実家の兄に借金を肩代わりさせたが、義父母に引き取られた娘と疎遠になったことなどから生活は荒れていく一方で、その後も再び借金を繰り返していた。
Hは最初の殺人（A事件）を起こした1996年4月当時、約350万円の借金を抱え月々15万円を返済していた一方、借金を親類・妻に知られないようにするため「いざとなれば自殺して生命保険の保険金で返済すればいい」と自暴自棄な考えも抱いたが、結局は自殺すらできず「己の不運は全て周囲のせい」にしていた。また被害者を物色していた流川地区では「タクシーの男」として知られ、事件の3, 4年ほど前から頻繁に顔を見せ「客にならなくても毎晩のように訪れてくる」ことで有名になっていたが、1996年になってからは遊ぶ金が尽きたため冷やかしだけで帰るようになっていた。後に取り調べを受けた際に「どうせ俺なんか」と自暴自棄な発言をしたが、『毎日新聞』（毎日新聞社）はその言葉の真意を「Hは大学入試など人生での挫折経験を自分で乗り越えることができず『何をやってもダメ』という自己否定的な観念を心の奥底に引きずって生きてきたのだろう」と考察した。

#### 人物像
職場の上司・同僚ら関係者はHの人物像を「あまり付き合いは良くないが真面目な人間だった」と証言したほか、Hは他のタクシー会社の草野球チームに助っ人として参加していたり、近所の町内会に積極的に参加するなど、周辺には温厚な印象を与えていた。
一方で同僚たちは「酒に酔うと服を脱ぐなど人格が変わった」「理由もなく突然怒り出すことがあった」と証言したほか、流川では「タクシーを泥酔状態で飲酒運転していたり、シートにビールの缶が転がっていることもあった」という証言もされた。またA事件以降、Hは逮捕されるまでタクシーで乗務を続けながら次々と新たな犯行に手を染めていたが、同僚は『中国新聞』記者の取材に対し「（Hは当時）タイヤのホイールを頻繁に交換していた。今思えば狭い道を走っていたのかもしれない」と証言した。

## 事件の経緯
| 年     | 月日     | 事柄 |
| ------ | -------- | --- |
| 1996年 | 04月18日 | A事件発生。 |
|        | 05月06日 | 広島市安佐南区内で被害者Aの遺体発見（A事件発覚）。 広島県広島北警察署（現：広島県安佐南警察署）が殺人・死体遺棄事件として捜査開始。 |
|        | 05月14日 | 被害者Aの遺体・身元断定。 |
|        | 08月13日 | B事件発生。 |
|        | 09月07日 | C事件発生。 |
|        | 09月14日 | D事件発生。 湯来町（現：広島市佐伯区）内で被害者Dの遺体発見（D事件発覚）。 広島県廿日市警察署が殺人・死体遺棄事件として捜査開始。   |
|        |          | |
|        | 09月18日 | 廿日市署捜査本部がD事件の殺人・死体遺棄容疑で被疑者Hの逮捕状請求。                                                                  |
|        | 09月21日 | 山口県防府警察署、逃亡中の被疑者Hを窃盗（自動車盗）容疑により逮捕。 廿日市署捜査本部、殺人・死体遺棄容疑（D事件）で被疑者Hを逮捕。  |
|        | 10月01日 | Hの自供により山県郡加計町（現：安芸太田町）内で被害者Cの遺体発見（C事件発覚）。                                                     |
|        | 10月04日 | 被害者Cの遺体・身元断定。同日までにHが被害者A・Bの殺害を自供。                                                                      |
|        | 10月05日 | Hの自供により広島市安佐北区内で被害者Bの遺体発見（B事件発覚）。                                                                     |
|        | 10月08日 | 被害者Bの遺体・身元断定。 |
|        | 10月12日 | 広島地方検察庁が強盗殺人・死体遺棄容疑（D事件）で被疑者Hを広島地方裁判所に起訴。                                                    |
|        | 10月15日 | 捜査本部が強盗殺人・死体遺棄容疑（C事件）でHを再逮捕。 11月5日に広島地検が追起訴。                                                  |
|        | 11月06日 | 捜査本部が強盗殺人・死体遺棄容疑（B事件）でHを再逮捕。 11月27日に広島地検が追起訴。                                                 |
|        | 12月04日 | 捜査本部が強盗殺人・死体遺棄容疑（A事件）でHを再逮捕。 12月24日に広島地検が追起訴。                                                 |
|        |          | |
| 1997年 | 02月10日 | 広島地裁刑事第2部（谷岡武教裁判長）で被告人Hの初公判。                                                                              |
|        | 11月05日 | 広島地裁、第10回公判で被告人Hの精神鑑定開始を決定。 精神鑑定により公判は一時中断。                                                  |
| 1999年 | 02月24日 | 第11回公判開廷（公判再開）。 |
|        | 10月06日 | 論告求刑公判。広島地検が被告人Hに死刑求刑。                                                                                         |
|        | 11月10日 | 弁護人の最終弁論が行われ結審。 |
| 2000年 | 02月09日 | 広島地裁刑事第2部（戸倉三郎裁判長）、被告人Hに死刑判決。                                                                            |
|        | 02月24日 | 同日付で被告人Hの死刑が確定（広島高等裁判所へ控訴せず）。                                                                           |
|        |          | |
| 2006年 | 12月25日 | 広島拘置所で死刑囚Hの死刑執行（44歳没）。                                                                                           |

一連の事件を起こしたころ、Hは昼間に広島市中心部の八丁堀で、夜は中国地方最大の繁華街である流川・薬研堀界隈（いずれも中区）でそれぞれタクシーを停車して客待ちをしていたが、特に新天地広場では昼間 - 深夜まで客待ちしながら長時間停車しており、手当たり次第に女性を誘う姿が目撃されていた。また1996年春、Hの同僚は女性客からHを名指しされ「先日、車内で1万円札を見せられて誘われた。注意しておいてほしい」と苦情を受けていた。
最後の被害者Dを除く被害者3人（A・B・C）は次々と姿を消していた一方で周囲から異常に気付かれず、うち2人（A・B）の家族・身内からは捜索願も出されていなかった。このことから加害者HはA・B両被害者を殺害後に「行方不明になっても誰も不思議に思わないような女性を殺害しても、遺体をうまく隠すなどすれば自分が警察に疑われることはない」と確信してさらに犯行を積み重ねていった。また『中国新聞』は本事件を「加害者Hは各犯行動機を『金銭上のトラブル』『金を取ろうと思った』と自供しているが、被害者4人から奪った現金はそれぞれ数万円（合計で十数万円）だ。5か月間も加害者・被害者双方の周囲に異常ランプが灯らなかった事実が、本事件の特異さを表している」と報道した。

### A事件（第1の事件）
事件発生：1996年4月18日22時50分ごろ（殺害時刻）
- 被害者：少女A（事件当時16歳の女子高生・広島県賀茂郡黒瀬町切田在住 / 広島県立広高等学校定時制課程1年生）[41] - 1995年（平成7年）に地元の中学校を卒業してから町内の美容院などで働き[41]、1996年4月9日に広高校定時制の入学式へ出席したが[注 11]、4月17日（事件前日）に広島県安芸郡音戸町（現：呉市）内から自宅に電話して以降は消息が途絶えた[42]。
  - Aの上下6番目の大臼歯4本には治療痕があり、歯も下側5番目の小臼歯2本が「先天性欠如歯」[注 12]だったため[44]、それが身元確認の決め手となった[41]。
- 殺害現場：広島県呉市上二河町・広島県道31号呉平谷線沿い空き地[5][45]
- 死体遺棄現場：広島県広島市安佐南区沼田町大塚[注 13]・林道脇側溝（幅1.5 m×深さ1 m / 水深10 cm）[46]

Hは勤務中の1996年4月18日20時に流川・薬研堀一帯をタクシーで流し、売春・援助交際のメッカとして知られていた新天地公園を通りかかった際、公園で少女Aを見つけ「遊ばないか？」と声を掛けた。被害者Aが料金2万円で応じたため、HはAをタクシーに誘い乗車させるとコンビニエンスストアで缶ビールを購入し、21時ごろに広島駅付近のラブホテルに入った。そのまま2人で缶ビールを飲み、HはAに2万円を渡したが、Aは身の上話として「行方不明になった父親の借金を返済するため大阪から広島まで働きに来た。あと10万円返せば完済できる。今日はその返済日だから10万円を用意して、広島駅から呉駅（呉市）に行く」と話した。Hはこの話を聞いて内心「やられた」と思いつつも「なんか（セックス）するのは悪いね」と言ってAに呉市まで送っていくことを約束し、Aをタクシーの助手席に乗せ、呉市（広島市中心街から約20 km先）方面へタクシーを走らせた。
しかしその途中でHは「Aの言う通り所持金が10万円なら、自分の渡した2万円を足して計12万円あるはずだ。それだけあれば今月の借金の返済は賄える。身寄りのないよそ者なら殺して金を奪っても発覚しないだろうから好都合だ」と考えたが、「窃盗を行い発覚すれば被害届を出されて逮捕される。しかし『身寄りが大阪にしかない』という話が本当ならば、殺して山に遺体を隠せば発見されないだろう。もし遺体が発見されても自分とは接点はないから、自分が疑われることはない」と考え、最終的に「いっそ（Aを）殺して（金を）奪ってしまおう」と決意した。呉市街地の街灯りが見えるようになったところ、Hは人気のない道に乗り入れて殺害現場の空き地でタクシーを停車し、タクシーのエンジンの仕組みを知らない被害者Aを油断させる目的で、燃料切り替えスイッチの操作だけでエンジンが自動的に停止するタクシーの仕組みを悪用してエンストを装った。その上で後部座席にいた被害者Aに対し修理を口実に「エンジンの調子が悪い。配線をチェックしたいから足元のシートをめくってくれ」と声を掛けた。
22時50分、被害者Aが身をかがめて後部座席に回ったところ、Hはネクタイを緩めて運転席を降り、背後から被害者Aに忍び寄るとネクタイをAの首に巻き付けて絞めつけ、被害者Aを窒息死させて絞殺した。Hは被害者Aを殺害した直後「咄嗟の判断でやったにしてはうまくいった」と思いながら被害者Aの所持品を物色したが、Aが所持していた現金は5万円しかなかったため「嵌められた」と立腹した。Hはその現金約5万円を奪った上で、23時ごろにはタクシーにAの遺体を乗せたまま殺害現場を立ち去った。そして約25 km離れた広島市安佐南区内（遺体遺棄現場）まで戻り、翌日未明には身元判明を防ぐためにAの遺体から衣服を剥がして全裸にした上で、遺体を用水路土管内に遺棄した。
HはAの遺体を遺棄後にタクシー会社まで戻って虚偽の運転日報を作ったが、奪った金を遣って広島市中区内の繁華街で飲酒した後に自分の軽自動車を飲酒運転し、翌日（1996年4月19日）早朝には広島市中区流川の路上で駐車してあった原動機付自転車（原付）に衝突する物損事故を起こし、同日9時ごろに通報を受けて駆け付けた広島県広島東警察署管内交番の警察官がそのまま車内で寝ていたHを発見した。Hは事情聴取できないほどに泥酔していたが、目撃者がいなかったことから飲酒運転が立証できなかったため立件されず、結局は交番がHの勤務先（広島市東区内のタクシー会社）に連絡し、上司にHを連れて帰らせた。
1996年4月20日、Hは遺体遺棄現場に2回行き遺体がうまく隠されていることを確認した。前述のように被害者AはHに「大阪在住」と話していたため、Hは「殺しても（身元は）発覚しないだろう」と考えていたが、殺害から18日後の1996年5月6日に少女の遺体が発見され、後述のように広島県広島北警察署（現：安佐南警察署）は殺人・死体遺棄事件として捜査を開始した。遺体発見・身元判明をニュースで知ったHは「大阪の女じゃなかったのか」と驚き、同時に「自分の身辺に捜査の手が迫るかもしれない」と考えた。それ以降は「（Aが自分と）同じ県内に住んでいたなら自分も疑われて逮捕されるかもしれない」と恐怖していたが、やがて時間が経過するにつれてA事件の報道は少なくなっていた一方、Hの周囲に警察の動きはなかったため、1996年7月ごろには「警察の捜査能力にも限界がある。セックスを商売にしている行きずりの女なら自分と接点はないし、行方不明になっても捜索願は出ないだろうから自分が逮捕される不安はない」と安堵して自信を深めるようになっていた。

### B事件（第2の事件）
事件発生：1996年8月13日0時50分ごろ
- 被害者：女性B（事件当時23歳・広島市安佐南区八木八丁目在住）[58] - 1985年（昭和60年）3月に安佐南区内の別の地区から事件当時の住居へ両親・妹弟計5人とともに転居し[59]、事件当時はスナックバーで勤務していた[56]。近隣住民によれば「挨拶をきちんとするさっぱりした性格」で夜間に出掛けることが多く[60]、1996年8月12日（事件当日）以降は行方が分からなくなっていたが[61]、家族から捜索願は出されていなかった[62]。
- 殺害現場：広島県広島市安佐南区八木・「太田川橋」（一級河川・太田川に架かる）橋付近[59][63]・路側帯[5]
- 死体遺棄現場：広島県広島市安佐北区白木町小越・関川（太田川水系三篠川支流）沿い斜面（広島県道46号東広島白木線の脇）[64]
  - 東広島市との市境から北方約700 m地点で、周辺の民家はわずか3軒しかなく、周囲は雑木が茂った急勾配だった[65]。

A事件から約3カ月が経過した1996年8月になってもHの周囲には捜査の手が及ばなかったため、やがてHは「自分は絶対に警察になど捕まらない、悪運の強い特別な人間だ」という自信や「『他人の死をも支配できる』という一種の満足感・快感」を覚えるようになった。しかしその一方で被害者Aから奪った金（5万円）は借金返済には充てず、その後も返済の努力をしなかったために督促状が自宅に届き、妻に借金の存在を知られてしまった。やがて消費者金融の取り立てが深夜に及ぶほど厳しいものになったことから離婚騒動に発展し、家族が消費者金融に対し貸付の停止を申し入れた。これによりHは金融業界の「ブラックリスト」に載り借り入れができなくなったため、不満が募って自暴自棄になっていた。
1996年8月12日夜、Hは「自分と接点のない売春婦を殺害して所持金を奪おう」と計画した上で、再び新天地の繁華街をタクシーで流しながら次の標的として「男から声を掛けられるのを待つ売春婦」を物色した。「ホテルを出てから殺せばセックスもタダでできる」と考えていたHは新天地公園で見つけた被害者女性Bに声を掛け乗車させ、車中で現金3万円を渡して安心させた上でラブホテルに入ったが、Bは「自分の父親は暴力団組員だ。怒ると何をするかわからない」と話した。Hは「それは怖いね」と返しながら被害者Bと性行為をし、翌日（1996年8月13日）になって2人でラブホテルを出るとコンビニに立ち寄り缶ビール・軍手を購入した上で山道に入った。
1996年8月13日0時50分ごろ、Hは「太田川橋」付近で突然タクシーを停車し、A事件の時と同じく燃料切り替えスイッチの操作でエンジンを停止させてエンストを装い、タクシーのエンジンの仕組みを知らない被害者Bを油断させた。その上でBに「（この車は）よく故障するんだよ」と言って床のシートをめくるよう頼み、軍手を嵌め被害者Bの背後からネクタイでBの首を絞めた。Bは咄嗟に自分の首とネクタイの間に右手を差し込んで抵抗し、「さっきの『父親がヤクザだ』という話は嘘だ。金は返すから許して」と命乞いしたが、Hはそれを聞き入れずにBの首を絞め続けて被害者Bを絞殺した。Hは1時ごろにタクシーを発進させて遺体遺棄現場への移動を開始し、被害者Bの遺体を物色して所持金52,000円を奪った上で、2時20分ごろに安佐北区白木町小越の関川沿い斜面でBの遺体を遺棄した。

### C事件（第3の事件）
事件発生：1996年9月7日23時50分ごろ（殺害時刻）
- 被害者：女性C（事件当時45歳・長崎県諫早市出身・広島市中区宝町在住）[60] - 事件の10年前から宝町のマンションに住んでいたが、1996年9月上旬ごろから帰宅していなかった[60]。Hとは事件以前から顔見知りだったが[70]、1993年ごろにHの所持金を盗んだことがあり、Hからは悪感情を抱かれていた[注 25][71]。
- 殺害現場：広島県山県郡加計町穴（現：広島県山県郡安芸太田町穴）・国道191号の脇道[72]
- 死体遺棄現場：広島県山県郡加計町加計（現：広島県山県郡安芸太田町加計）・町道脇を流れる滝山川（太田川支流）左岸法面斜面[73][74] / コンクリート製の溝の中[74]
  - 西日本旅客鉄道（JR西日本）広島駅から北北西へ約30 km・被害者Dの遺体発見現場から北約20 km[74]、および温井ダムから下流約1 kmの山中に位置していた[75]。夜間はほとんど人通りがない町道の脇だった[76]。

面識のない女性2人を相次いで殺害したHはB事件から日数が経過しても被害者Bの遺体が発見されなかったため「自分が警察に疑われることはない」と確信し、1996年8月下旬ごろ以降は遊興費を入手するために女性を物色するようになったが、このころから「人を殺すこと自体が極めて強い刺激となり、快感を感じるほど」になっていた。1996年8月30日3時、Hは中区内で客待ちしていたところ、偶然通りかかった女性Cを見かけたが、この時は帰社時間が迫っていたため後日Cを殺害することにした。
C事件当日（1996年9月7日）、Hは22時30分を過ぎても運賃収入が30,000円止まりで目標とした運賃収入50,000円に届かなかったため、不足分の運賃収入を補い、遊興費も稼ぐ目的で売春婦を殺害して金を奪うことを決意した。23時ごろ、Hは広島市南区内の路上でいつも客待ちしていた女性Cをタクシーに誘い入れ、Cに「どこか遠くで遊ぼうか」と提案して3万円を渡し「タクシーの中でしてもいいかな？」と提案して承諾を得ると、途中でコンビニに立ち寄ってCに缶ビールを買わせた。しかしHは以前から遺棄現場として考えていた加計町方面へ向かった一方、なかなかCと性行為をする気にはならなかった。
1996年9月7日23時50分ごろ、Hは真っ暗な山道にタクシーを停車して被害者Cに「俺は後ろからするのが好きだ。四つん這いになってくれ」と後背位で性行為をするよう求めた。Hからの申し出を承諾した被害者Cは後部座席で背を向け、下着を脱いで腰を突き出したが、Hはネクタイ・ズボンのベルトを緩めて唸り声を上げながらCにのしかかった。Cは危険を察知して振り返り、Hに「何をするの！」と叫んだが、Hはベルトを引き抜いて被害者Cの首に回して絞め上げ、激しい抵抗にも躊躇せずCを絞殺した。その後、HはCの財布から現金約82,000円を奪い、9月8日0時10分ごろに遺体をタクシーに乗せたまま発進し、約1時間にわたり遺棄場所を探しながらタクシーで走行した。最終的にHは殺害現場から約10 km離れた滝山川左岸の法面斜面に被害者Cの遺体を遺棄し、遺体発見を遅らせようと近くの農家から盗んだ青いビニールシートで遺体を隠した。

### D事件（第4の事件）
事件発生：1996年9月14日2時10分ごろ（殺害時刻）
- 被害者：主婦D（事件当時32歳・広島市中区鶴見町在住）[83] - 加害者Hとは事件前に何度か遊んだことがある間柄で、Hからは「アイちゃん」の愛称で呼ばれていた[52]。事件6年前（1990年）に前夫と離婚したが、その前に生まれた娘2人とマンションで暮らしており、事件当時はナイジェリア人の男性と再婚していた[84]。
- 殺害現場：広島県広島市佐伯区五日市町大字上河内・広島県道41号五日市筒賀線路上（殺害現場）[85]。
- 死体遺棄現場：広島県佐伯郡湯来町葛原（現：広島市佐伯区湯来町大字葛原）・国道433号旧道東側法面（遺体遺棄現場）[86]
  - 広島駅から北西約25 kmの山間部で[87]国道433号・広島県道41号五日市筒賀線（魚切ダム付近を経由）の交差点から南方約3.5 km地点の田畑・民家が点在する田園地帯[86]。現場付近は旧道に並行して新道が走っており[注 29][86]、旧道から1 mほど斜面を下った草むらで遺体が発見された[87]。

HはC事件後に「今までに3人も殺した以上はもし警察に逮捕されたら間違いなく死刑になる」と恐怖していた一方、被害者Aの遺体が発見されて以降は事件について続報がなく、B・C両被害者の殺害に関してはこの時点で発覚すらしていなかったため「俺は超人ではないか？絶対に捕まることはないだろう」と自信を持った。また「自分には嫌疑が掛けられず、小遣い稼ぎもできる」という理由だけでなく、殺害行為に一種の快感を感じるようになっていたため、4人目に殺害する女性を探しながらタクシー乗務を続けていた。
C事件から1週間が経過した1996年9月13日22時ごろ、Hは「3人殺そうが4人殺そうが大して変わらない」などと考えつつ、広島市中区内でタクシーに（被害者Dとは別の）女性客を乗車させた。一方で被害者女性Dは同じく22時ごろに中区銀山町の路上で目撃された後、14日0時前後に近所の知人女性へ封筒に入れた現金数万円を「物騒だから預かってほしい。朝には受け取りに来る」と預けていた。Hは前述の女性客を約2時間待った末に見逃してしまったために売上金が少なく、目標の運賃収入に届かなかったため「今日中に売春婦を殺して金を奪いたい」と決意し、偶然見かけた被害者女性Dを新たな標的に決めた。Hは一度Dに声を掛けてタクシーに乗車させ、停車した車内で10分ほど話をしたが、缶ビールを購入するためにいったん車外に出てから車に戻るとDが姿を消していた。Hは「逃げられた」と舌打ちしたが、日付が変わった1996年9月14日0時すぎにホテルの前で再び被害者Dと邂逅し、4万円を提示してDから性行為をする了承を得ると、「今夜はちょっと遠くに行ってやろう」とタクシーを発進させ、殺害現場へ向かう途中でコンビニに立ち寄って被害者Dに缶ビール・つまみを購入させた。そしてHはDを交通量がほとんどない佐伯区のダム付近で殺害することを決意し、その近くのラブホテルで性行為をした。
Hは1時50分ごろにDとともに2人でホテルを出ると、タクシーの後部座席にDを乗車させて廿日市市方面へ向かい、1996年9月14日2時すぎに人気のない田舎道（殺害現場）でタクシーを停車した。その上でA・B両事件の時と同じく燃料切り替えスイッチでエンジンを停止させてエンストを装い、タクシーのエンジンの仕組みを知らない被害者Dを油断させ、Dに「足元のシートをめくってほしい」と申し出た。そしてDが屈みこんでいる間にネクタイをほどいたところ、Dが顔を上げて「なんか怖い」と言ったため、HはDに笑みを浮かべながらネクタイを座席に掛けた。しかしDが「一人で帰る」と言い出してタクシーのドアを開けて車外へ飛び出したため、Hは「警察に駆け込まれたら終わりだ」と思ってタクシーを急発進させ、被害者Dを追いかけながら「ちゃんと（家まで）送るから乗ってくれ」と声を掛けたが、Dは走って逃げながらショルダーバッグから1万円札4枚（現金40,000円）を取り出し「もうお金はいらないから」と叫びながらHに投げつけた。これに逆上したHはタクシーを加速させて被害者Dの前に回り込むと、車外に出てDの行く手を塞ぎ、立ちすくんでいたDの襟首を掴み、売春婦を脅すためにあらかじめ準備していた果物ナイフ（刃渡り約11 cm）を被害者Dに突き付けた。そしてDを後部座席に連れ込み、右拳でDの顔面を計10発近く殴りつけて失神させると、Dの首をネクタイで絞めて殺害した。
Hは被害者Dが所持していた現金約56,000円・携帯電話を奪ったほか、「タクシーの座席がDの血液・（失禁した）糞尿で汚れてはまずい」と考えたため、Dの遺体の首に巻き付けたネクタイの両端を天井側部の手すりに結び付け、遺体を首吊りの格好で天井に固定した状態でタクシーを移動させた、そして2時40分ごろ、Hは広島県佐伯郡湯来町葛原（現：広島市佐伯区湯来町大字葛原）の国道433号旧道沿い草むらにDの遺体を投げ捨てるようにして遺棄した。Hは犯行後の14日4時ごろにタクシーで広島市東区内の会社へ戻り、タクシー後部座席の客用シーツを新品と交換した上で古いシーツを持ち帰り、自分の自家用車で帰宅した。その後、翌日（1996年9月15日）も普段通り4時ごろに出勤して広島市内を中心に乗務していた。

## 初動捜査

### A事件発覚
A事件発生後・発覚前の1996年4月20日に被害者Aの母親がAの持っていたポケットベルへ発信したところ、居場所は明確ではなかったが応答があったほか、翌21日午後には海田警察署員が安芸郡海田町南部の路上で被害者Aの定期券（呉市営バス）を発見した。
1996年5月6日16時30分ごろ、広島市安佐南区沼田町大塚の林道沿い水路で山菜採りをしていた近隣住民が全裸で倒れている女性の腐乱死体を発見して110番通報した。広島県警察捜査一課・広島北警察署（現：安佐南警察署）は殺人・死体遺棄事件として捜査を開始し、遺体発見現場の状況などから「車を使用した犯行」とみて不審な人物・車両の目撃者などを捜査した。遺体の死亡時期は腐乱状況などから死後約1週間 - 6か月以内と推測され、遺体発見翌日（5月7日）の司法解剖でネックレス・左耳に着けたピンクのピアス・歯の治療痕などが確認されたが、外傷確認・死因特定はできず、現場周辺を捜索しても身元特定の手がかり（着衣など）は発見できなかった。
初動捜査で女性の身元を特定する手掛かりが発見できなかったため、1996年5月8日に広島県警（捜査一課・広島北署）は「捜査が長期化する可能性が高い」として捜査本部を設置し、164人態勢で捜査に当たった。捜査本部は同日に解剖・鑑定の結果「女性の血液型はO型」「盲腸には手術痕がある」と断定したほか、歯4本の治療痕に着目して広島県歯科医師会に対し「遺体の特徴に該当する患者がいるかどうか情報を提供してほしい」と要請したほか、下側5番目の小臼歯2本について「先天性欠如歯」に該当する女性患者がいないかどうかを重点的に調べた。
1996年5月13日になって「Aの母親」と名乗る女性の声で広島北署捜査本部に「娘がいなくなっている」と電話があったため、捜査本部が遺体の特徴などを調べたところ、血液型（O型）・身に着けていた装飾品（ネックレス・ピアスなど）が少女Aの特徴と酷似していた。また捜査本部が少女A宅に残された指紋・髪を遺体と照合したり、虫垂炎の手術痕・胸のX線写真などを照合するなどしたところ、翌日（1996年5月14日）に「遺体の身元は被害者A」と断定された。
被害者Aの遺体は自宅・学校・アルバイト先から離れた場所で衣服を身に着けていない状態で発見されたため、捜査本部は「車などで運ばれて現場に遺棄された可能性がある」と推測し、被害者Aの交友関係を中心に聞き込み捜査を行ったが、遺体発見当日までの足取りについて有力情報は得られなかった。そのため広島北署捜査本部は被害者Aの写真が入ったチラシ6,000枚を製作し、1996年5月31日からそのチラシを広島市内を中心に（Aが事件前に行った可能性がある）呉警察署・広警察署・海田警察署・西条警察署の各管内などに貼り出して情報提供を求めたが、その後は有力な情報提供がないまま未解決事件となっており、後にHが自供した時点では迷宮入り寸前だった。

### D事件発覚
被害者Dが殺害されてから5時間後となる1996年9月14日7時ごろ、広島県佐伯郡湯来町葛原（現：広島市佐伯区湯来町大字葛原）の国道433号旧道東側法面で近隣住民が犬の散歩をしていたところ、仰向けに倒れ死亡している若い女性の遺体を発見した。遺体に目立った外傷はなかったが、顔面に鬱血・首に絞められた痕が確認されたため、広島県警捜査一課は殺人・死体遺棄事件と断定して廿日市警察署に捜査本部を設置して捜査を開始した。
捜査本部が同日中に広島大学医学部で遺体を司法解剖して詳しい死因・身元などを調べた結果、死因は「首の圧迫による窒息死」、死亡推定時刻も「14日4時ごろ」とそれぞれ断定された。また着衣の乱れが少なく死亡推定時刻 - 遺体発見時刻の間隔が短かったため、捜査本部は「女性は他の場所（広島市かその周辺）で殺害されて車で現場へ運ばれた可能性が高い」「14日未明 - 早朝に遺棄された可能性がある」と推測したほか、犯人像を「地元の地理に詳しい人物で、被害者Dを遺体発見現場付近で殺害した可能性がある」と推測し、現場周辺での聞き込みなどに全力を挙げた。
その後、同日20時ごろになって女性Dの長女から広島県警へ「母親と連絡が取れない」と110番通報があったため、広島県警がD宅マンションで採取した指紋と遺体の指紋を照合したほか、親類を立ち会わせて「遺体の身元は被害者女性D」と断定・確認した。身元確認を受けて捜査本部が「被害者Dの13日夜 - 14日未明にかけての足取り・交友関係」について捜査を開始したところ、「13日22時ごろに中区銀山町（D宅から北約1 km）のホテル近くの路上でDらしき女性を見た」「14日0時ごろに中区弥生町の路上で目撃した」という目撃証言が寄せられた。また捜査本部は1996年9月15日9時30分から遺体発見現場周辺にて約100人態勢で遺留品などを捜索したが、被害者Dが普段持ち歩いていたセカンドバッグは遺体周辺では発見されなかった。その後、Hが取り調べに対し「被害者Dのバッグは湯来町峠の国道433号沿い山林（遺棄現場から約2 km南方）に捨てた」と自供したため、9月24日に廿日市署員ら36人が同地周辺で遺留品を捜索したが、Dの遺留品は10月10日までに発見されなかった。

## 逮捕・起訴

### 逃亡・D事件で逮捕
Hは犯行を重ねるにつれて次第に金を奪うことよりも殺人への快楽に惹かれるようになり、一連の連続殺人は事件を重ねるごとに間隔が短くなっていたが、4人目の被害者（女性D）の遺体発見が事件解決のきっかけになった。Dの遺体が確認された直後に「14日1時ごろ、被害者Dが遺体発見現場付近（かつHの自宅付近）でHと一緒にいた」という目撃証言が捜査本部に提供されたほか、ホテルへの聞き込み捜査の結果により「被害者Dは14日未明に（事件2, 3年前から親しくしていた知人である）Hとともに佐伯区内のホテルに投宿していたこと」「2人はその後、Hのタクシーでホテルを出ていたこと」が判明した。広島県廿日市警察署捜査本部は以下の点からD殺害を被疑者Hの犯行と断定し、1996年9月18日に殺人・死体遺棄容疑で被疑者Hの逮捕状を請求した。
- 「被害者Dの死亡推定時刻（4時ごろ） - 遺体発見時刻（7時ごろ）が近接しており、遺体発見現場はH宅から直線距離約5 kmにある。また遺体は服装の乱れが少なかったため『被害者Dは土地勘のある人物により、発見現場付近の車内で殺害された』と推測できる点」[115]
- 「被害者Dが行方不明になる直前に知人のHに会っていた点」[10]
- 「被疑者Hは遺体発見現場周辺の状況に詳しいとみられる一方、事件後に行方が分からなくなっている点」[115]

一方でHはD事件発覚翌日（1996年9月15日）にも広島市内などで乗務していたが、捜査が間近に迫ったことを察知し、1996年9月16日には九州方面への逃走を開始した。Hはその後帰宅せず勤務先のタクシー会社にも連絡を入れなくなり、逃亡翌日（1996年9月17日）にはタクシー会社から解雇された。
一方で捜査本部はD事件発覚から1週間となる1996年9月20日までに「（県外を含め）被疑者Hが立ち回る可能性のある場所」の特定を急ぐとともに、被害者DがHと接触するまでの行動や「D・Hには互いに面識があったか否か」などの点について詰めの捜査を行っていた。Hは出身地の九州各地を転々とした後、20日にいったん広島市内の自宅へ帰ろうとしたが、そこで警察官が張り込みをしていたために断念して再び九州への逃亡を目論み、同日夜に広島市中区幟町の路上で盗んだ乗用車により逃亡しようとした。しかし1996年9月21日早朝4時30分ごろに山口県防府市富海の国道2号で乗用車を運転していたところ、山口県警察が実施していた交通検問を無視して強行突破しようとしたため、検問に当たっていた防府警察署員から約10 km追跡され、行き止まりまで追い詰められた末に防府署まで任意同行させられた。その後、車が同日未明に盗まれた盗難車であることが判明したため、被疑者Hは5時25分ごろに窃盗容疑で防府署に逮捕された。この逮捕後、被疑者Hは妻と離婚した。
1996年9月21日、被疑者Hが捜査本部によるD事件の取り調べに対し「被害者Dとは2, 3年前から知り合いだった。金銭上トラブルから遺体遺棄現場付近で首を絞めて殺した」と供述したため、捜査本部は同日11時過ぎに被疑者Hを被害者D殺害事件における殺人・死体遺棄容疑で逮捕し、身柄を廿日市署へ移送した。廿日市署は同月23日に被疑者Hを殺人・死体遺棄容疑で広島地方検察庁へ送検したまた前述のようにHはD事件後（9月15日）にタクシー後部座席の乗客用シーツを外して自宅に持ち帰っていたほか、Dの遺体の顔には血液の付着した傷があったため、捜査本部は「Hは後部座席でDを絞殺したが、その際にシーツに血痕が付着したため、それを隠そうとした」と推測した。
一方でHはD事件の取り調べを受けていたところ、捜査員に対し自ら「D事件とは関係ない地名・日時」を口に出したため、捜査員がその言葉について追及すると次第に話の辻褄が合わなくなり、さらにその点を追及されたHは新たに別の被害者女性3人の殺害を自供した。この点について捜査本部は「Hは短期間に犯行を重ねたため、場所・時間の記憶が混乱して証言に矛盾をきたした」と推測したほか、Hは後に検察官から取り調べを受けた際に（この時点でまだ遺体が発見されていなかった）B・C両被害者の遺体遺棄現場などを自供した理由について「刑事から『他に隠していることはないか？』と訊かれたので『警察は既に遺体の在処を把握している。自分の情状のために自分から言うのを待っているのだろう』と思ったが、（被害者が）4人になることを話すのはあまりにもセンセーショナルなので、自分なりに自供する時期について迷った」と供述していた。被告人Hの供述が結果的に早期の事件解決のきっかけとなったが、本事件を取材した作家・祝康成（現：永瀬隼介）は「この動機は被告人Hの何ともお粗末な勘違いだ。被告人Hの『卑しい自己本位の性根』が透けて見える言葉だ」と非難している。

### C事件発覚
その後、被疑者Hは捜査本部の取り調べに対し「1996年8月中旬の夜、仕事中に広島市中区流川の路上で被害者Dとは別の女性をタクシーに乗せた。その後、約30 km離れた山県郡加計町（現：安芸太田町）加計までその女性を連れて行き、首を絞めて殺害し山中に遺体を遺棄した」と自供したため、1996年10月1日に捜査本部が加計町加計の山中にて滝山川（太田川支流）法面を捜索したところ白骨死体（死後・推定3週間 - 半年）が発見された。
Hは動機などについて以下のように自供し「被害者女性とは2，3年前から面識があった」とも供述したが、「女性の住所・氏名は知らない」とも供述したため、捜査本部は「Hは『広島市繁華街で顔見知りの女性をタクシーに乗せて人気のない郊外で首を絞める』という手口で2人を殺害した」との見方を強めた。
- 「被害者女性は生前、九州訛りがあった。女性を街で見かけて顔を知っていた」[73]
- 「被害者女性とは金銭トラブルがあり、金を取ろうとして殺害した」[130]

またHは自分に不利な供述にも拘らず「もう1人殺して捨てています。ご案内します」と現場の地図を丁寧に描いたほか、被害者の似顔絵作成も自ら手伝っていた。捜査本部はその供述を基に作成した女性の似顔絵や着衣などを公開し、行方不明者名簿などから遺体の身元特定を進め、1996年10月3日に遺体の身元を（女性Cと）ほぼ特定した。そして裏付け捜査に加え、Hに被害者Cの顔写真を見せて「間違いない」との供述を得たため、翌4日には遺体の身元を女性Cと断定・発表した。しかしCと同居していた男性による「Cは9月上旬からいなくなっていた」という証言が被疑者Hの「8月中旬ごろに殺害した」という供述と矛盾したため、捜査本部はさらに被害者Cの足取り・殺害時期・動機などを追及した。またその後の捜索でCが持っていたとみられるバッグなどが加計町内で発見されたが、財布・現金は入っていなかった。
捜査本部は被疑者Hが被害者Dへの殺人・死体遺棄容疑で起訴されてから改めてCへの殺人・死体遺棄容疑で再逮捕する方針を決め、10月15日に再逮捕した。

#### 別の殺人疑惑
なお被害者Cの遺体発見現場（加計町の山中）から北西約30 kmに位置し同現場と国道191号で結ばれた島根県美濃郡美都町宇津川（現：益田市美都町宇津川）の山中では、1996年8月27日に国道191号沿いのガードレール下で身元不明女性の腐乱した他殺体が発見されていた。C事件発覚当時、この事件は島根県警察が益田警察署に捜査本部を設置して殺人・死体遺棄事件として捜査していたが、Hによる一連の事件と同じく国道191号沿いの斜面に遺棄されるなど共通点が見られたため、広島県警廿日市署捜査本部が「Hによる連続殺人事件と何らかの関連性がないか？」と関心を寄せていたほか、島根県警側も「同事件の被害者が広島県内の女性である可能性もある」と推測して捜査員を広島県警へ派遣し、相互に情報交換を行いつつ捜査を進めていた。
しかし被疑者Hはこの事件について「その事件は知っているが、自分はやっていない」と供述して関与を否定したほか、Hの犯行として立件された4事件ではいずれも被害者の遺体が「水路もしくは道路と河川の間の法面」に放置されていた一方、島根の事件では河川のない崖に遺棄されていた。そのため廿日市署捜査本部は「Hが関与した可能性は低い」と判断し、結局はその後の捜査で「同事件はHによる連続殺人とは無関係」と判明した。

### A・B事件自供

#### B事件発覚
C・D両事件で追及された被疑者Hは1996年10月4日 - 5日にかけ、新たに3・4件目の殺人（＝第1・第2の殺人 / A・B事件）を自供することとなった。これにより、一連の連続殺人事件は過去にあまり例のなかった「女性を狙った連続殺人事件」の様相が濃厚となった。
捜査本部がHの供述に基づいて10月5日夜に広島市安佐北区白木町小越の山中を捜索したところ、県道脇を流れる関川沿いの斜面からHの自供通り新たに若い女性（後に女性Bと判明）の白骨遺体が発見された。女性Bの知人から情報提供があったことに加え、歯の治療痕・着衣もいずれもBのものと判明したため、捜査本部は10月8日に「白骨遺体の身元は女性B」と断定・発表した。この時点でA・C・Dの3被害者は既に身元が判明していたため、これをもって被害者4人全員の身元が判明した。被疑者Hは同事件（B事件）の経緯・動機について以下のように供述した。
- 「今年7月中旬か8月中旬に広島市中区の繁華街（新天地）で営業走行中に声を掛けてタクシーに乗せ、安佐南区内の太田川橋付近に停車したタクシー車内で首を絞めて殺し遺棄した。金が欲しかったからやった」[136]
- 「女性は自分とは面識はなく、タクシー車内で『安佐南区八木か安佐北区可部地区に住んでいる』と聞いていた」[144]

それまでに判明していたC・D両事件が「顔見知りの30 - 40歳代女性」を狙った犯行だった一方、A・B両事件ではHと面識のない若い女性が殺害されたため、本事件は「幅広い女性を標的とした連続殺人事件」であることが判明した。捜査本部は11月6日にB事件の強盗殺人・死体遺棄容疑で被疑者Hを再逮捕し、11月8日に広島地方検察庁へ送検した。

#### A事件自供
またHは「1996年4月18日ごろ、若い女性（＝被害者少女A）を殺害して己斐峠周辺に遺体を遺棄した」と供述したが、遺体で発見されていた被害者Aは4月18日以降に消息が分からなくなっており、その時期がHの自供した殺人の時期と一致することに加え、遺体発見現場も己斐峠に近かった。
また（道路脇に遺体を遺棄するなど）犯行手口がそれまでに判明した3事件と共通していたほか、B・C・Dの3被害者は広島市中心部の繁華街でタクシーに乗車させられていた点が判明していたため、捜査本部が被疑者Hを「被害者Aもタクシーに乗車させて殺害・遺棄したのではないか？」と追及したところ、Hは「4月18日夜に中区新天地の公園付近で被害者Aをタクシーに乗車させた」と供述した。そのため捜査本部はHの供述を総合して「Hはタクシーに乗せた直後に被害者Aを殺害した可能性もある」と推測し、タクシーの検証などにより走行経路・殺害方法などを調べた。一方で他3人の被害者の遺体とは異なり、Aだけが一部の装飾品を除き衣服を身に着けていなかったため、捜査本部は「被害者Aは最も早い時期に殺害されたため、初めての犯行に動揺したHが身元をわかりにくくする目的で着衣を脱がせた」と推測した。
これに加え、被害者Aの通学定期券（呉市営バス）がAの通学経路から外れた海田町内（広島市中心部 - A宅への経路上）で発見されていたため、捜査本部は「加害者Hが被害者Aをタクシーに乗車させて通ったか、所持品を捨てるなどした可能性がある」と注目し、裏付け捜査の鍵としてHを追及したほか、Hの供述に基づき被害者Aの遺体が発見された水路から南に数 km離れた山林内でAの遺留品（バッグ・化粧品など）を発見した。
捜査本部は12月4日にA事件の強盗殺人・死体遺棄容疑で被疑者Hを再逮捕し、1996年12月14日にはHの供述に基づき遺体遺棄現場を検証した。

### 詰めの捜査・起訴
遺体遺棄現場がいずれも直径35 km以内に点在していたため、捜査本部は「Hはプロのタクシー運転手として土地勘を利用し、人目に付きにくい場所を選んで遺体を遺棄した」と推測したほか、加害者Hから取り調べの結果「C・D事件は金銭関係のトラブルが動機で、B事件についても金が動機だった」との供述を得た。特に被害者DについてHは「殺害後に財布から現金を奪った」などと自供したため、捜査本部は強盗容疑でも立件すべく捜査を進め、その裏付けのためDが持っていたバッグの発見を急いだ。
その一方で加害者Hは「被害者4人とも首を絞めて殺害した」と供述したが、遺棄直後に発見された被害者Dを除き遺体は白骨化・腐敗しており死因が特定できなかったため、捜査本部は供述を裏付けるため凶器の特定捜査・所持品捜索を続けた。また被害者から奪った金額は合計しても24万円程度だったことに加え、「若い女性（A・B）が多額の現金を持っていることは考えにくい」ため、捜査本部は「新天地の公園付近にいた被害者2人をいたずら目的で誘った後、トラブルが起きた可能性がある」と推測して動機を精査した。その後、広島地検は以下のように被告人Hを強盗殺人・死体遺棄罪で広島地方裁判所へ起訴した。
1. D事件 - 10月12日[7][85]
2. C事件 - 11月5日[151][152]
3. B事件 - 11月27日[153][154]
4. A事件 - 12月24日[155][156]

## 刑事裁判（広島地裁）

### 初公判・証拠調べ
1997年（平成9年）2月10日に広島地方裁判所刑事第2部（谷岡武教裁判長）で被告人Hの初公判が開かれた。
検察側（広島地検）は冒頭陳述で事件の経緯などを詳述した上で、以下のように各犯罪事実を主張した。
- 被告人Hは「妻に消費者金融からの借金を知られたくない」と思う一方で「夜の繁華街で遊びたい」という相反する欲望から約350万円もの借金を抱え[27]、遊ぶ金欲しさに繁華街で知り合った女性を狙った[162]。

その上で、被告人Hが約5カ月間に4人の女性を次々と大胆に殺害した連続殺人の心理については以下のように主張した。
- 警察の捜査能力にも限界があり、被告人Hは「自分は絶対に逮捕されない悪運の強い特別な人間だ」と思い込むようになった[157][159]。
- 街で声を掛けた女性を殺しても「自分と（被害者との間に）接点がなければ検挙されない」という点から、（B事件以降は）「他人の死をも支配できる」という一種の満足感・快感を覚えた[157][159][5]。
- （A・B・D各事件の手口について）燃料切り替えスイッチを操作するだけでエンジンが自動的に停止するタクシーの仕組みを利用し、修理を口実に後部座席に移動した上で後部座席にいた被害者に「足元の配線を見てほしい」と言い、エンジンの仕組みを知らない被害者を油断させ、無防備な前かがみの姿勢になったところを背後から首を絞めるなど、巧妙な手口を使って犯行に及んだ[52]。

また検察側は、被害者Dの2人の娘が「今でも涙が出てくる。母を返してほしい」と話していたことや、Dを殺害する直前には別の女性1人の殺害も計画し、広島市中心部でその女性を待ち伏せたことも明らかにした。
被告人Hは罪状認否で谷岡裁判長から起訴事実に関する間違い・反論について聞かれると「間違いはありません」と答え、4件の強盗殺人・起訴事実について全面的に認めた。そのため弁護人は刑法第39条に基づき心神喪失・心神耗弱による無罪・死刑回避を狙う以外の手段がなくなり、同日の公判で「被告人Hは事件当時、完全な責任能力を有していたか疑問だ」と主張して被告人調書を証拠採用することを留保した上で、精神鑑定申請も視野に入れて責任能力の所在を争う姿勢を示した。
1997年4月23日に第4回公判が開かれ、同日の公判で検察側は「被告人Hは『殺害した被害者4人・待ち伏せした女性1人とは別の女性2人の殺害も考えていた』と供述している」とする検察調書を明らかにした。
- その検察調書によると被告人Hは逮捕直前の1996年8月 - 9月ごろにかけて被害者4人・およびD事件直前に待ち伏せされた女性1人とは別に[165]、広島市内の繁華街にいた顔見知りの女性2人を強盗殺人の対象として考えていたが[129]、途中で見失うなどしたために断念した旨を供述した[166]。
- またこの検察調書では被告人HがD事件で逮捕された際、まだ遺体が発見されていなかったB・C両被害者について遺体を遺棄した場所などを自供した理由や[129]、被告人Hが「被害者遺族は一刻も早く死刑になることを望んでいると思うが、自分も当然だと思う。潔く裁判を受け、刑に服することが唯一の償いだと思う」と供述していたことも新たに判明した[166]。
- 同日から被告人質問も始まり、弁護人が被告人Hに対し生い立ちなどについて質問した[165]。

1997年5月21日に第5回公判が開かれ、被告人質問が行われた。弁護人側が被告人Hに対し犯行に至るまでの経緯などを質問したところ、被告人Hは「検察側主張においては妻の病気・借金によるストレスなどが動機とされているが、そうではなく『自分が前向きな人間ではなかったから』だ。1995年10月に妻が入院し、その後も病気がちだったために自分は酒に溺れ、サラ金に手を出した。その結果積み重なった借金がさらにストレスの源となり、更に酒浸りになる悪循環に陥った」と証言した。その上で、最初のA事件当時について「当時は借金が350万円に膨れ上がり『自分の行動が周囲を不幸にしている。人生の生き地獄だ』と思い、自殺も考えた。殺人を犯した当時は正常な判断ができず『自分ではない』ような感じがした」と述べた。その後、1997年6月18日には第6回公判が開かれた。

### 精神鑑定実施
弁護人側は「検察側は『金銭目当ての犯行』を主張しているが、被害者4人とも奪った額は数万円程度で、普通はこの程度の額のために強盗殺人を犯すとは考えられない」と主張し、1997年10月30日付で「動機がはっきりとしないため責任能力の有無を問いたい」として広島地裁に対し被告人Hの精神鑑定を行うよう請求した。
これを受けて1997年11月5日の第10回公判で広島地裁（谷岡武教裁判長）は弁護人側による精神鑑定請求を認める決定をした。広島地裁はこの理由について「犯行の動機に曖昧な点があり、事件当初の精神状態を調べる必要性がある」「各犯行状況を鑑みてその動機をはっきりさせるためにも精神鑑定が必要だ」と説明した。弁護人側による申請に対し、検察側は犯行動機について「遊興費など借金返済に窮した末の自暴自棄な犯行であることは明白だ」と異議を唱えたものの、精神鑑定の決定そのものには異議を唱えなかった。
この決定により審理は一時中断し、広島地裁が精神科医・山上皓（当時・東京医科歯科大学教授）に依頼して精神鑑定を実施した。精神鑑定では「被告人Hの事件当時の精神状態」に加え「被告人Hが殺人に至った動機」についても解明が試みられ、精神鑑定を担当した山上は以下のように結論を出した。
- 被告人Hは「男性としての自信に欠けた」とする挫折感を抱き「暴力犯罪の空想などで強い男性像を示したい」という性癖があり、犯行はこの空想を実行に移したものである[177]。
- 被告人Hの挫折感は「青春時代に経験した大学受験の失敗などの挫折」に端を発しており、そこで自分自身に失望した反面で絶えず「自分はこんなものではない」という自負心を抱き続けており「自分の力を証明する方法」として女性を殺害することを思いついた[176]。
- 被告人Hは一時期「神経症的な葛藤が高まったり、気分の高揚した状態で刹那的な行動を繰り返す」など「通常とは異なる精神状態」だった可能性がある[178]。その人格には著しい偏りがあるが「責任能力に影響を及ぼしうるような病的なもの」とはみなされない[178][174][175]。

1999年（平成11年）2月24日に広島地裁（谷岡武教裁判長）で第11回公判が開かれ、約1年3か月ぶりに公判が再開された。また同日の公判で精神鑑定の結果が報告・提出され、検察側・弁護人側とも鑑定書の証拠採用に同意したが、弁護人側は同日に「鑑定書には疑問点や確認したい点がある」として山上の証人申請をした。

### 死刑求刑
1999年10月6日に広島地裁（戸倉三郎裁判長）で論告求刑公判が開かれ、広島地検は被告人Hに死刑を求刑した。広島地検・地裁管内における刑事裁判で死刑求刑事例は福山市独居老婦人殺害事件（1992年3月発生・1994年6月に求刑）以来約5年半ぶりで、中国地方全体でも1998年12月（岡山県赤磐郡山陽町の団地で発生した4人殺傷事件）以来だった。
論告で検察側は以下のように主張して被告人Hの犯行を非難したほか、広島地検次席検事・片山博仁は『中国新聞』（中国新聞社）記者の取材に対し「法定刑が死刑か無期懲役しかない強盗殺人罪が適用される本事件において、全ての事情を考慮しても死刑以外に選択の余地はない」と明言した。
- 被告人HはA事件以降も金銭強奪などを目的に犯行を重ねるうち、自分に捜査の手が及ばなかったことから「俺は警察に捕まらない悪運の強い特別な人間だ」と無根拠な自信を深め、「他人の死をも支配する一種の満足感・快感」を抱くようになった[179]。その上で遊興費などを得ようとさらに女性を物色して次々に3人を殺害・遺棄した[183]。
- 落ち度のない被害者4人を次々に殺害した自己中心的かつ犯罪史上稀に見る残虐な事件で、被告人に矯正の見込みはない[182]。
- わずか5か月間に4人もの被害者女性を殺害した凶悪な犯行で社会的影響・被害者遺族の精神的打撃は大きく、犯行動機の悪質さ・殺害方法の残虐性などを考慮すると自らの生命をもって償うしかない[179]。

被告人Hは公判閉廷後に収監先・広島拘置所内で行われた職権面接において「死刑求刑は当然だ」などと述べた。

### 最終弁論・結審
1999年11月10日の公判で弁護人による最終弁論が行われて結審した。弁護人側は以下のように主張して情状酌量による死刑回避を訴えたが、その主張は自ら死刑を望んでいた被告人Hの希望に反するものだった。
- 被告人Hは最初の犯行の際、妻の病気・消費者金融からの借金の返済などで精神的に極度に追い詰められ自暴自棄の心理状態にあった[185][187]。完全責任能力を認めた精神鑑定結果・検察側主張には疑問がある[185]。
- 被告人Hは幼少期の家庭環境にも恵まれておらず被告人1人の責任とは言えない[185]。被告人Hは捜査・公判とも誠実に協力しており、求刑通りの死刑判決は重すぎて量刑不当であり、情状酌量により死刑適用を回避するのが相当である[185][189][190]。

最終弁論後に最終意見陳述が行われ、被告人Hは涙を流しながら以下のように懺悔の言葉を述べ、自ら死刑を希望する意思を示した。
- 「自己中心的な考え・困難に立ち向かう勇気のなさ・命の尊さへの無理解から引き起こした犯行で一切弁解の余地はない。（求刑通り死刑判決を受けることで）一日も早く被害者のところへ行ってお詫びしたい」[185]
- 「（死刑判決の）確定で、執行まで死の恐怖と向かい合うことで「被害者の恐怖・苦痛の何分の一か」を味わいたい。『自分はいったい何のためにこの世に生まれてきたのか、どのような生き方をしてきたのか』を考えると辛く悲しい気持ちでいっぱいだ」[193]

#### 祝康成（現：永瀬隼介）の評価
本事件の刑事裁判を取材していた作家・祝康成（現：永瀬隼介）は同日の公判で開かれた最終弁論・最終意見陳述を傍聴しており、その後広島拘置所に収監されていた被告人Hから手紙を受け取った。一貫して弁護人以外との面会を拒否していた被告人Hが永瀬に手紙を送ったのはこの時だけだったが、Hはその手紙に「（逮捕されてから）これまでの3年間は何百回と想い悩み苦しみ、眠れない夜もたくさんあったが、今はもう何も申し上げることはない。これまでは担当の弁護士以外の誰とも面会・文通などの交流はしておらず、今後もお願いするつもりはない」と綴っていた。
永瀬は後に市川一家4人殺害事件の犯行当時少年の死刑囚を取材したノンフィクション『19歳 一家四人惨殺犯の告白』の中で「市川一家4人殺害事件の死刑囚は分かりにくい奴だが、Hは分かりやすい男だった」と述べている。

### 死刑判決
2000年（平成12年）2月9日に判決公判が開かれ、広島地裁（戸倉三郎裁判長）は検察側（広島地検）の求刑通り被告人Hに死刑判決を言い渡した。
死刑判決を言い渡す際は判決主文を後回しにして判決理由から先に読み上げる場合が多いが、戸倉裁判長は異例の冒頭主文宣告を行った。広島地裁は主文言い渡し後に朗読した判決理由にて以下のように厳しく各情状を指摘した上で、量刑については「被告人Hは反省の情を示しているが刑事責任は極めて重い。死刑が人の命を奪う究極の刑罰であることを十二分に考慮しても、もはや極刑で臨むしかない」と結論付けた。
- 「教師を目指していた被告人が『大学受験の失敗・結婚後の妻の病気へのストレス』から『行き場のない挫折感』を募らせていった境遇には同情の余地があるが、わずかな金を奪うため人の生命を奪ったのはあまりにも短絡的で最大限の非難に値する」[200]
- 「犯行は冷酷非情で被害者の無念さは想像を絶する」[189][190]
- 「短期間に4人の命を奪った稀に見る凶悪事案だ。計画性は明白で酌量の余地はない」[9]

判決を言い渡した後、戸倉は被告人Hへ「被害者・遺族に対する謝罪の気持ちは心の底から出たものと信じている」「殺される理由のなかった被害者への謝罪の気持ちを持ち続けてください」と説諭した。
甲斐克則・広島大学法学部教授（刑法）は『読売新聞』2000年2月10日大阪朝刊広西北版記事中にて「『最高裁が死刑適用に慎重になっている流れ』に逆行するものだ。確かに犯行は悪質で被害者側の感情は察するに余りあるが、この判決は自首の成立・犯行後の改悛の情を認めており、『永山基準』などそれまでの判例が示した死刑適用基準をすべて満たしているかどうか疑問だ」と述べ、判決に疑問を呈した。一方で藤田浩・広島経済大学経済学部教授（比較憲法）は同記事中にて「死刑は不可逆的な刑罰ではあるが、今回の事件では被告人の自供もあり冤罪の可能性は低い。犯行の悪質さ・被害者感情などを考えると死刑はやむを得ないのではないか」と評価した。被告人Hは同日、収監先・広島拘置所に戻った直後に行われた職権面接において「判決を聞いたら足が震えた」「本日、こうして無事に判決の言い渡しを受けることができたのも、ひとえに（広島拘置所）職員の皆様のおかげであり、深く感謝しております」「控訴はせずに（死刑確定）判決を受け入れることになりますが、職員さんには絶対に迷惑をおかけするようなことはいたしません。死刑執行までの長い間お世話になりますが、今後ともよろしくお願いいたします」などと述べた。

### 控訴せず死刑確定
情状酌量による死刑回避を求めていた弁護人は判決後に『朝日新聞』（朝日新聞社）記者の取材に対し「予想されたとはいえ厳しい判決だ。控訴するかどうかは被告人Hと早急に接見して決めたい」とコメントした。被告人Hは公判後に収監先・広島拘置所で弁護人・二国則昭弁護士らと面会したが、その際に広島高等裁判所への控訴をしない意思を伝えたため、弁護人らは控訴を断念する方針を決めた。
被告人Hは控訴期限の2000年2月24日0時までに広島高裁に控訴する手続きを取らなかったためそのまま死刑判決が確定した。この時点で最高裁判所広報課が調査した結果によれば、1989年から1999年までの11年間で第一審・地裁段階にて言い渡された死刑判決は全国で約50件だったが、そのうち被告人が控訴せずに死刑が確定した事例は確認できる限りで3件しかなかった。

## 死刑執行まで
死刑判決が正式に確定した直後の2000年2月25日、死刑囚Hは収監先・広島拘置所にて同日から「未決者処遇」より「死刑確定者処遇」に移行することなどを拘置所職員から告げられると、直立不動の姿勢から一礼して「今後とも、よろしくお願いします」などと述べた。その直後の2000年3月3日に「心情などの把握」などを目的に行われた拘置所長との所長面接において、死刑囚Hは以下のように述べた。その態度は終始冷静で、後に足立修一弁護士が起こした#国家賠償請求訴訟判決では「礼儀をわきまえて明るく振る舞っていたが、涙を流す場面もあった」と事実認定された。
- 「自殺などで（拘置所職員の皆さんに）迷惑をかけるようなことは絶対にしません。本音を言うと、本番（死刑執行の時）で今のような冷静な気持ちでいられるか心配です。『ぐでんぐでんになるのではないか』とも思いますがよろしくお願いします」[184]
- 「（残された）娘のためにも下手なことはできません。きっぱりと逝くのが娘のためとも思っています。去年（1999年）の中頃までは“むすめ”の“む”の字を言われただけでも涙が出ていたが、今ではそんなことはありません。（娘は）『少し大人になったのかも』と思います。娘のことを考えると、気が狂いそうになったこともありましたが…。（娘は）小学校1年生になりますが、将来、父親を意識し出した時、誰かが『父はきっぱりと立派に旅立った』と言ってもらえるのではないかと思ってます」[184]
- 「民間人との新たな人間関係は持ちたくありません。自分は頑固なところがあります」[184]
- 「判決の時、キンタマが縮み上がりました」[184]

前述の所長面接から1週間後の2000年3月10日、死刑囚Hの元国選弁護人だった弁護士2人が広島拘置所に赴き、死刑囚Hとの接見を申し入れた。これに対し広島拘置所長は「死刑判決が確定したため、弁護士2人と死刑囚Hは既に何の関係もなくなっているが、死刑囚Hが長期にわたり世話になった弁護士であれば心情安定につながり処遇上有益であろう」と判断し、死刑囚Hに接見の意思確認を行った上で同日9時22分から8分間、拘置所職員の立ち合いの下で特別面会として接見をさせた。この接見の際、死刑囚Hは弁護士2人に対し「これでお会いすることはご遠慮願います。お世話になりました」と述べており、その後は2006年12月14日に国賠訴訟の原告・足立修一（広島弁護士会所属の弁護士）が接見を拒否されるまでの間、死刑囚Hは弁護士との接見・信書の授受をしたことはなかった。なお2002年（平成14年）2月9日には別の弁護士が死刑囚Hに来信を行ったが、これは拘置所長により「親族以外のものからの来信」として不許可とされたため、その信書は死刑囚Hには届かなかった。
死刑囚Hは2005年（平成17年）8月18日に広島拘置所長宛てに「今後、書信およびパンフレットなどは、親族からのもの以外は全て受け取りを拒否する」との願箋を提出したほか、死刑執行2か月前の2006年（平成18年）10月16日には担当者に「心の悩み」として「居室が変更になってから何もやる気がしない。請願作業にも身が入らないし教誨も休みたい」などと申し述べた。死刑執行11日前の2006年12月14日、後述のように足立が「死刑囚Hに再審請求・恩赦出願を行う意思があるかどうかを確認するため」として収監先・広島拘置所に接見を申し入れたが拒否され（#国家賠償請求訴訟の節を参照）、その5日後の12月19日（死刑執行6日前）に広島拘置所処遇部上席統括矯正処遇官（第二担当）の刑務官（「第二統括」）が「死刑囚Hの心情を把握する目的」で面接を実施した際、死刑囚Hは以下のように述べた。
- （10月16日に「何もやる気がしない」などと悩みを吐露したことについて）「現在はずいぶんよくなりましたが、自分でいったんは『頑張ります』と公言した以上、弱音は言いません」[184]
- （「2005年8月に『親族以外からの親書受け取りを拒否する』旨の願箋を提出した後、気持ちに変わりはないか？」との質問に対し）「その後も自分の気持ちに変化はありません。たとえ弁護士が面会に訪れても一切会いませんし、弁護士から手紙が来ても受け取りを辞退します。弁護士からの再審請求および恩赦に関することについての問い合わせも拒否します」[184]

一方で足立は面会を拒否されたことを受け、死刑囚Hとの面会を実現するための足掛かりにしようと12月18日に死刑囚H宛へ恩赦請求の委任状・再審請求のための弁護人選任届の要旨および回答書・返信用封筒を同封した手紙を速達で送付した。この手紙は翌19日9時過ぎに広島拘置所へ着いたが、21日午前に足立が広島拘置所庶務課で「死刑囚Hは私の手紙を読んだか？」と確認したところ、庶務課長は「死刑囚Hは親族を含め手紙の受領を拒否している」と回答した。
足立との接見拒否から11日後の2006年12月25日に法務大臣長勢甚遠の発した死刑執行命令により収監先・広島拘置所で死刑囚H（44歳没）の死刑が執行された。同日には東京拘置所でも死刑囚2人・大阪拘置所でも1人と、死刑囚Hを含めて死刑囚計4人の死刑が執行された。死刑囚4人に対する同時執行は1997年8月1日に法務大臣（当時）・松浦功の死刑執行命令により永山則夫（永山則夫連続射殺事件）・夕張保険金殺人事件の死刑囚2名ら計4人の死刑が執行されて以来、9年4か月ぶりだった。

## 国家賠償請求訴訟
広島弁護士会所属の弁護士・足立修一は2006年12月1日に死刑廃止運動を行う市民団体に所属していた知人から「年末に死刑囚Hの死刑が執行されそうだから、死刑囚Hの元国選弁護人の氏名を教えてほしい」と依頼されたため、第一審当時の弁護人を紹介した上で「自分も『元国選弁護人のうち弁護士1人に連絡を取り、死刑囚Hと面会して恩赦・再審を申請できないか』と考えている」と伝え、元国選弁護人・二國則昭に対し「死刑囚Hと面会してほしい」と依頼した。これを受け、二國は2006年12月14日（死刑執行11日前）に同じく元弁護人の臼田耕造弁護士とともに死刑囚Hの収監先・広島拘置所へ赴き、「安否伺い」を理由にHとの接見を申し入れたが許可されなかった。
その話を聞かされた足立は「死刑囚Hへの死刑執行が近い時期に迫っている」と感じたため「再審請求を行う必要性が強い。死刑囚Hと接見して再審請求・恩赦出願の権利行使を促すべきだろう」と考え、同日15時10分ごろに広島拘置所で「再審請求の弁護人となろうとする者」として死刑囚Hとの接見を申し入れた。15時20分ごろ、広島拘置所第二統括の刑務官は「足立が死刑囚Hとの接見を申し入れている」ことを聞き、15時40分ごろになって接見係の副看守長からその要件を確認した上で首席から「原告の接見申し入れ内容は『再審請求の件』である」ことを報告したが、首席は第二統括に対し15時55分ごろ「死刑囚Hは再審請求をしているわけではないため、足立は面会の相手方として該当しない。面会を断るように」と指示したため、第二統括は足立に対し「死刑囚Hは再審請求を提起していないため、面会はできません」と伝えた。足立はこれに対し「責任者を呼んでほしい」などと求めた上で、職員応接室で対応した職員に「死刑囚H本人に自分が面会を希望していることを伝えてほしい。再審請求の意思があるかを確認するためにここに来たのだから面会をさせてほしい」「面会させないにしても『再審請求を起こす意思があるかどうか』について自筆で回答をもらって書面による意思確認をしてほしい」などと依頼したが、そのような対応は取られず、職員から「これ以上話はできない」などと要求を退けられたため、16時30分ごろに「面会拒否は国家賠償に相当するものだ」と告げて退席した。
足立は2007年8月2日付で慰謝料など約180万円の支払いを求めて広島地裁に国家賠償請求訴訟を起こしたが、広島地方裁判所民事第3部（金村敏彦裁判長）は2009年12月24日に原告・足立の請求を棄却する判決を言い渡した。足立は判決を不服として広島高等裁判所へ即日控訴したが、広島高裁（小林正明裁判長）は2010年12月21日に第一審判決を支持して原告・足立の控訴を棄却する判決を言い渡した。原告・足立は控訴審判決を不服として2010年12月24日付で最高裁判所へ上告したが、最高裁第一小法廷（桜井龍子裁判長）は2011年10月13日付で原告・足立の上告を棄却する決定を出したため、足立の敗訴が確定した。

## 事件の影響
かつてHが被害者らを物色した新天地公園に立っていた若い売春婦たちは事件後、携帯電話で馴染みの常連客と連絡を取り合うようになったため、事件から4年が経過した2000年時点では滅多に公園に立たなくなった。
捜査本部が設置された廿日市署（署長：吉村一彦、署員115人）では1996年9月14日に管内の湯来町内でDの遺体が発見されたことを受けて150人態勢の捜査本部が設置され、同署からも刑事課を中心に多くの捜査員が本部入りしたほか、1996年10月12日に開幕を控えた秋の国民体育大会（国体）会場の警備や第41回衆議院議員総選挙（1996年10月20日投開票）における広島県第2区の選挙違反監視など大仕事が重なった。

### 広島県タクシー協会の対応・風評被害
広島県タクシー協会（会長：濱田修）によれば、事件発覚後には広島市内で繁華街を中心に夜間のタクシー利用が落ち込み、特に女性客のタクシー離れが顕著となったほか、加害者Hが勤務していたタクシー会社（広島市東区）は中国運輸局から「日報・記録計（タコメーター）などによる日常の運行管理体制・運転手教育」などについて監査を受けたほか、会社が特定されて無言電話・嫌がらせを受けたため、社員が退職したり休みを取ったりした。
広島県国体局長・和田凡生は「1人が起こした事件のせいで広島全体のイメージが悪影響を受けてはたまらない」としてタクシー業界に対し改めて「親切で気持ちいい応対」の徹底を呼び掛けたほか、1996年10月11日に広島市内60社のタクシー会社の経営者ら約100人を招集して緊急会議を開いた。この会議は広島県タクシー協会広島支部（支部長：新谷英幸）が「ひろしま国体秋季大会開幕を控え、業界を挙げて信頼回復に乗り出そう」として呼び掛けたもので、加害者Hが勤務していたタクシー会社の幹部が出席して陳謝したほか、濱田が「今回の事件で市民に大変迷惑をかけた。タクシー業界の信頼を回復するために業界が一団となって努力していこう」「国体開催で県外客が増える。サービス向上に心掛け汚名返上してほしい」と話した。その後「協会に加盟する広島市内の全タクシー（約2,300台）に乗客向けの謝罪文・サービス向上や運転手教育徹底など再発防止策を盛り込んだチラシを車内掲示する」ことが決められ、協会は他地域でも会議を開き信頼回復を呼び掛けた。
加害者Hの元上司は『朝日新聞』広島総局（大阪本社の傘下）記者・樫山晃生の取材に対し「彼（H）の起こした事件に責任は感じているが、他の社員やその家族のことを考えて会社を潰さないようにするだけでも必死だった。1996年12月時点では（事件発覚直後と比べて）事件に関する電話は少なくなり、売上は落ちたが社内の結束は強くなった」と証言した。この取材結果を振り返り樫山は「新聞・テレビの報道では会社は匿名で報道されたが、結果的には会社がダメージを受けることとなってしまった。報道では真実を伝えなければならないが、何気なく書いたことでも思わぬ影響を与えることがある。『たとえ数行の記事でもおろそかにできない』と身が引き締まる思いがした」と振り返った。